# 馬戈國家公園
馬戈國家公園是埃塞俄比亞的國家公園之一，位於南方各族州，處於阿迪斯阿貝巴以南於782公里，佔地2,162平方公里，馬戈河貫穿國家公園，成立於1979年，最高點是海拔高度2,528米的馬戈山。